# قطعنامه ۱۰۵۵ شورای امنیت
قطعنامه ۱۰۵۵ شورای امنیت سازمان ملل متحد که در تاریخ ۰۸ مه ۱۹۹۶ تصویب شد، سندی بین‌المللی دربارهٔ بررسی وضعیت در آنگولا است. این قطعنامه طی نشست ۳۶۶۲ام با ۱۵ رای موافق،و بدون رای مخالف و  ممتنع تصویب شد.